# Ascetocythere didactylata
Ascetocythere didactylata är en kräftdjursart som beskrevs av Hobbs och C. W. Hart 1966. Ascetocythere didactylata ingår i släktet Ascetocythere och familjen Entocytheridae. Inga underarter finns listade i Catalogue of Life.